# Ministère de l'Économie de guerre
Le ministère de l'Économie de guerre (anglais : Ministry of Economic Warfare) était un ministère britannique qui a existé pendant la durée de la Seconde Guerre mondiale. Son ministre était chargé du Special Operations Executive (SOE).
Mary McGeachy y travaille à cette époque et en octobre 1942, elle devient la première femme à disposer du statut diplomatique britannique. Contrairement à ses collègues diplomates masculins, ce statut lui est toutefois attribué temporairement.

## Ministres (1939-1945)
- du 3 septembre 1939 au 15 mai 1940 : Ronald Cross
- du 15 mai 1940 au 22 février 1942 : Hugh Dalton
- du 22 février 1942 au 23 mai 1945 : Roundell Palmer